# 石原田愿
石原田 愿（いしはらだ すなお、1915年（大正4年）3月24日 - 1987年（昭和62年）3月19日）は、昭和時代の競泳選手。

## 経歴
鹿児島県姶良郡福山村（福山町を経て現霧島市）に生まれる。
明治大学在学中、1932年ロサンゼルスオリンピックに競泳日本代表として男子1500m自由形に出場し4位に入賞した。つづく1936年ベルリンオリンピックでは前大会と同じく男子1500m自由形に出場し4位に入賞した。